# Grace Passô
Grace Passô (Belo Horizonte, 20 de maio de 1980) é uma atriz, diretora, roteirista e dramaturga brasileira. Grace é primeira dramaturga negra a receber o Prêmio Shell no Brasil. Hoje, é premiada no cinema e teatro nacional. 

## Biografia
Esteve envolvida com teatro desde muito jovem. Aos 13 anos, ingressou no primeiro curso amador. Mais tarde, cursou Centro de Formação Artística Tecnológica de Belo Horizonte.

## Carreira
No teatro, trabalha em parceria com diversos artistas e companhias teatrais brasileiras. Dentre seus trabalhos, dirigiu "Contrações" (Grupo 3 de Teatro, SP), "Os Bem Intencionados" (LUME Teatro, SP), Herança (50 anos de Maurício Tizumba nas artes) Por Elise e Congresso Internacional do Medo (grupo de teatro Espanca!). Atuou nas peças "Krum" , "Preto" (Companhia Brasileira de Teatro, PR) e em espetáculos do repertório do grupo Espanca!, grupo mineiro que fundou em 2004 e que permaneceu por dez anos, assinando a dramaturgia de espetáculos como "Marcha para Zenturo" (em parceria com o Grupo XIX de Teatro, SP), "Amores Surdos", "Congresso Internacional do Medo" e "Por Elise", sendo diretora destes dois últimos trabalhos. Em 2016, estreou o espetáculo solo "Vaga Carne", no qual atua e assina o texto.
Foi cronista do Jornal O Tempo e possui publicações de textos teatrais em português, francês, italiano, espanhol, mandarim, inglês e polonês.
No cinema, atuou em filmes como "Elon Não Acredita na Morte" (Ricardo Alves Júnior), "Praça Paris" (Lúcia Murat), "No Coração do Mundo" (Filmes de Plástico - Gabriel Martins e Maurílio Martins), "Temporada" (Filmes de Plástico - André Novais), "Vaga Carne" (Grace Passô e Ricardo Alves Júnior), "O Dia que te Conheci" (André Novais), "A Fúria" (Ruy Guerra), Levante (Lillah Halla).
Foi indicada a inúmeros prêmios do teatro e cinema. Recebeu o Prêmio Shell de SP e RJ, APCA - Grande Prêmio da Crítica, Prêmio Questão de Crítica, Prêmio APTR de Teatro, Cesgranrio, Prêmio Leda Maria Martins, Melhor atriz no Festival do Rio (2018 e 2023), Melhor atriz no Festival de Brasília - Troféu Candango (2018 e 2023). Foi eleita Melhor atriz no Festival de Turim por sua atuação em "Temporada" e recebeu Medalha da Inconfidência concedida pelo Governo de MG.
Em 2019, Grace Passô foi homenageada pela Mostra de Cinema de Tiradentes. "Num tempo em que muita gente não vê futuro adiante, decidimos apontar algum futuro pelo que ainda virá dessa atriz", declarou a organização do evento.

## Filmografia

### Cinema
| Ano  | Título                     | Personagem     | Notas                              |
| ---- | -------------------------- | -------------- | ---------------------------------- |
| 2008 | Fronteira                  |                |                                    |
| 2011 | O Céu sobre os Ombros      |                |                                    |
| 2016 | Elon Não Acredita na Morte | Graça          |                                    |
| 2016 | O Roubo da Taça            | Verinha        |                                    |
| 2018 | Praça Paris                | Glória         |                                    |
| 2018 | Temporada                  | Juliana        |                                    |
| 2019 | No Coração do Mundo        | Selma          |                                    |
| 2020 | Vaga Carne                 |                |                                    |
| 2020 | Enquanto estamos aqui      | Narradora      |                                    |
| 2020 | República                  |                | Curta-metragem/Produtora executiva |
| 2020 | Transmissão                | Anjo           |                                    |
| 2024 | A Fúria                    | Deputada Petra |                                    |
| 2025 | Vítimas do Dia             | Gleice         |                                    |

### Televisão
| Ano  | Título                  | Personagem | Notas                      |
| ---- | ----------------------- | ---------- | -------------------------- |
| 2014 | O Caçador               | Vânia      | Episódio: "Conexão Itália" |
| 2020 | Boca a Boca             | Dalva      | [ 7 ]                      |
| 2021 | Onde Está Meu Coração   | Drª Célia  |                            |
| 2021 | Sob Pressão             | Selma      |                            |
| 2023 | Histórias (Im)Possíveis | Janaína    | Episódio: "Levante"        |
| 2025 | Pablo & Luisão          | A Gomes    | Episódio: "Luís e Luan"    |

## Teatro
| Ano  | Obra                                                                          | Cargo                        |
| ---- | ----------------------------------------------------------------------------- | ---------------------------- |
| 2000 | Andarilhos do Repente (Grupo de Teatro Armatrux)                              | Atriz                        |
| 2001 | Sertão Sertões                                                                | Atriz                        |
| 2002 | Todas as Belezas do Mundo (Cia Clara)                                         | Atriz                        |
| 2003 | Coisa Invisíveis (Cia Clara)                                                  | Atriz                        |
| 2005 | Por Elise (Grupo Espanca!)                                                    | Dramaturga, diretora e atriz |
| 2006 | Amores Surdos (Grupo Espanca!)                                                | Dramaturga e atriz           |
| 2008 | Congresso Internacional do Medo (Grupo Espanca!)                              | Dramaturga e diretora        |
| 2009 | Marcha para Zenturo (Grupo Espanca! e Grupo XIX de Teatro)                    | Dramaturga e atriz           |
| 2009 | France du Brésil (Cie La Part du Pauvre)                                      | Atriz                        |
| 2010 | Delírio em Terra Quente (Cefart - Fundação Clóvis Salgado - e Grupo Espanca!) | Dramaturga e diretora        |
| 2012 | O Líquido Tátil (Grupo Espanca! e Daniel Veronese)                            | Atriz                        |
| 2012 | Os Bem-intencionados (LUME Teatro)                                            | Dramaturga e diretora        |
| 2013 | Contrações (Grupo 3 de Teatro)                                                | Diretora                     |
| 2014 | Carne Moida (Escola de Artes Dramáticas da Universidade de São Paulo)         | Dramaturga e diretora        |
| 2014 | Os Ancestrais (Grupo de Teatro Invertido)                                     | Dramaturga e diretora        |
| 2014 | Rasante (No Ar Companhia de Dança)                                            | Atriz                        |
| 2014 | Sarabanda                                                                     | Diretora                     |
| 2015 | Krum (Companhia Brasileira de Teatro)                                         | Atriz                        |
| 2015 | Guerrilheiras ou Para a terra não há desaparecidos                            | Dramaturga                   |
| 2015 | Mamá (Zula Cia. de Teatro)                                                    | Diretora                     |
| 2016 | Vaga Carne                                                                    | Dramaturga, diretora e atriz |
| 2017 | Mata Teu Pai (Cia OmondÉ)                                                     | Dramaturga                   |

## Prêmios e indicações
| Ano  | Prêmio                                             | Categoria                                           | Nomeação            | Resultado | Ref    |
| ---- | -------------------------------------------------- | --------------------------------------------------- | ------------------- | --------- | ------ |
| 2005 | Troféu APCA                                        | Melhor Dramaturga                                   | Por Elise           | Venceu    | [ 9 ]  |
| 2005 | Prêmio SESC Sated/MG de Teatro                     | Melhor Dramaturga                                   | Por Elise           | Venceu    |        |
| 2006 | Prêmio Shell de Teatro                             | Melhor Dramaturgia                                  | Por Elise           | Venceu    | [ 9 ]  |
| 2006 | Prêmio SESC Sated/MG de Teatro                     | Melhor Dramaturga                                   | Amores Surdos       | Indicado  |        |
| 2007 | Prêmio Shell de Teatro                             | Melhor Dramaturga                                   | Amores Surdos       | Indicado  |        |
| 2011 | Medalha da Inconfidência do Estado de Minas Gerais | —                                                   | Homenagem           | Venceu    | [ 10 ] |
| 2014 | Prêmio APTR de Teatro                              | Melhor Direção                                      | Contrações          | Indicado  | [ 11 ] |
| 2015 | Prêmio Cesgranrio de Teatro                        | Melhor Atriz                                        | Krum                | Indicado  | [ 10 ] |
| 2016 | Prêmio Cesgranrio de Teatro                        | Melhor Texto Nacional Inédito                       | Vaga Carne          | Venceu    | [ 12 ] |
| 2016 | Prêmio Cesgranrio de Teatro                        | Melhor Atriz                                        | Vaga Carne          | Indicado  |        |
| 2016 | Prêmio Shell de Teatro                             | Melhor Dramaturgia                                  | Vaga Carne          | Venceu    |        |
| 2016 | Prêmio APTR de Teatro                              | Melhor Autor                                        | Vaga Carne          | Indicado  |        |
| 2017 | Prêmio Bravo! Prime de Cultura                     | Melhor Peça                                         | Vaga Carne          | Indicado  |        |
| 2017 | Prêmio Questão de Crítica                          | Melhor Peça                                         | Vaga Carne          | Venceu    |        |
| 2017 | Prêmio Shell                                       | Melhor Dramaturgia (com Marcio Abreu e Nadja Naira) | Preto               | Indicado  |        |
| 2017 | Festival do Rio                                    | Melhor Atriz                                        | Praça Paris         | Venceu    |        |
| 2018 | Coimbra Caminhos do Cinema Português               | Melhor Atriz (menção honrosa)                       | Praça Paris         | Venceu    |        |
| 2018 | Prêmio Cesgranrio de Teatro                        | Melhor Texto Nacional Inédito                       | Mata Teu Pai        | Venceu    |        |
| 2018 | Troféu APCA                                        | Melhor Atriz                                        | Vaga Carne          | Indicado  |        |
| 2018 | Prêmio Leda Maria Martins                          | Melhor Atriz                                        | Vaga Carne          | Venceu    |        |
| 2018 | Prêmio Leda Maria Martins                          | Melhor Texto                                        | Vaga Carne          | Venceu    |        |
| 2018 | Prêmio Faz Diferença - O Globo                     | Segundo Caderno/ Teatro                             | Vaga Carne          | Indicado  |        |
| 2018 | Festival de Cinema do Vale do Ivinhema             | Melhor Atriz                                        | Temporada           | Venceu    |        |
| 2018 | Festival de Cinema de Brasília                     | Melhor Atriz                                        | Temporada           | Venceu    |        |
| 2018 | Festival de Cinema de Turim                        | Melhor Atriz                                        | Temporada           | Venceu    |        |
| 2019 | Grande Prêmio do Cinema Brasileiro                 | Melhor Atriz                                        | Praça Paris         | Indicado  |        |
| 2019 | Prêmio Guarani de Cinema Brasileiro                | Melhor Atriz                                        | Praça Paris         | Indicado  |        |
| 2019 | CinEuphoria Awards                                 | Melhor Atriz (competição nacional)                  | Praça Paris         | Venceu    |        |
| 2019 | CinEuphoria Awards                                 | Melhor Atriz (competição internacional)             | Praça Paris         | Indicado  |        |
| 2020 | Prêmio Guarani de Cinema Brasileiro                | Melhor Atriz                                        | Temporada           | Venceu    |        |
| 2020 | Prêmio Guarani de Cinema Brasileiro                | Melhor Atriz Coadjuvante                            | No Coração do Mundo | Indicado  |        |
| 2021 | Grande Prêmio do Cinema Brasileiro                 | Melhor Curta-Metragem Ficção                        | República           | Venceu    |        |
| 2021 | Prêmio Guarani de Cinema Brasileiro                | Melhor Curta-Metragem Ficção                        | República           | Venceu    |        |
| 2024 | Grande Prêmio do Cinema Brasileiro                 | Melhor Atriz Coadjuvante de Filme                   | Levante             | Indicada  | [ 13 ] |